# 한규철 (수영 선수)
한규철(1981년 1월 14일 ~ )은 대한민국의 수영 선수이다. 현재 경희대학교에 재학 중이다. 1998년 방콕 아시안 게임, 2002년 부산 아시안 게임, 2006년 도하 아시안 게임에서 모두 합쳐 11개의 동메달을 땄다.
여섯 살 때 처음 수영을 배웠고, 서울 가동초등학교 3학년 때 선수 등록을 했다. 아주중학교 3학년이던 1996년 처음으로 국가 대표로 뽑혔고, 1997년 3월 회장기 대회 남자 접영 100m에서 56초 65로 자신의 첫 대한민국 신기록을 세웠다. 1998년 1월 오스트레일리아 퍼스에서 열린 세계 선수권 접영 200m 경기에서 한국 선수로는 최초로 결선에 올라 7위를 차지하였다. 2002년 월드컵 시리즈 자유형 1500m 경기에서 금메달 두 개를 따기도 하였다.